# أحمد كمال ذكي
أحمد كمال زكي، ناقد وشاعر وأديب مصري (1927- 2008). تخرج أحمد كمال زكي من قسم اللغة العربية بكلية الآداب في جامعة القاهرة عام 1948، حيث تتلمذ على يد الشيخ أمين الخولي مع نخبة من الأدباء والمفكرين مثل: الدكتور عبد الحميد يونس، الدكتور شكري عياد، والدكتورة عائشة عبد الرحمن. ساهم في تكوين الجمعية المصرية للنقد الأدبي في القاهرة مع صلاح عبد الصبور، وفاروق خورشيد، والدكتور عز الدين إسماعيل، والدكتور حسين نصار، وغيرهم. يُعد كتاب "الأساطير"من أبرز مؤلفاته، إلى جانب كتب مهمة أخرى، مثل:  "النقد الأدبي الحديث: أصوله واتجاهاته" و "التفسير الأسطوري للشعر القديم". نال  جائزة الدولة التشجيعية عن كتابه "الأصمعي" عام 1963 وطُبعت رسالته في الماجستير والدكتوراه في كتابين هما  "شعر الهذليين"و "الحياة الأدبية في البصرة حتى نهاية القرن الثاني الهجري".

## السيرة الذاتية
ولد أحمد كمال زكـي في الإسكندرية عام 1927 وتخرج من قسم اللغة العربية بكلية الآداب، جامعة القاهرة في عام 1948. توفي الشاعر عام 2008. يعتبر الدكتور أحمد كمال زكي أحد رواد قصيدة التفعيلة، وله ديوان شعري مهم بعنوان «أناشيد صغيرة»، والذي صدر عام 1963، وكان له نشاط أدبي ونقدي مهم عندما كان في القاهرة. نشر عددًا من المقالات عندما كان في الرياض، ومنها مقالات يتناول فيها شعر الدكتور منصور الحازمي، وله مقالة بعنوان «الخطيئة والتكفير للغذامي» نُشرت في مجلة الفيصل في أكتوبر 1985.

## أعمال الكاتب[2]
- النقد الأدبي أصوله واتجاهاته، دار النهضة العربية للطباعة والنشر والتوزيع، 1983.[3]
- الأساطير، الهيئة المصرية العامة للكتاب، 1997.
- بريخت، الهيئة المصرية العامة للكتاب، 1972.
- سيد درويش: إمام الملحنين ونابغة الموسيقى، دار العودة، 1975.
- موسى بن نصير، دار العودة، 1975.
- أبو حامد الغزالي، دار العودة، 1986.
- غواية التسبيع، 2016.
- ابن المعتز العباسي، المؤسسة المصرية العامة، 1965.
- الأصمعي، مكتبة مصر، 1963.
- طه حسين كما يعرفه كتاب عصره، دار الهلال.
- شعر المذهبين العصرين الجاهلي والإسلامي، متفرقات مصرية، 1969.
- مع الله في الأرض، الهيئة المصرية العامة للكتاب، 1979.
- الأدب المقارن، دار العلوم للتحقيق والطباعة والنشر، 1984.
- رحلة المدينة المنورة، نادي الجوف الأدبي الثقافي، 2013.
- فارس الفرسان، دار الفكر العربي، 1998.
- الحياة الأدبية في البصرة، دار الشروق، 1998.

## الجوائز
- جائزة الدولة التشجيعية عن كتابة «الاصمعي» عام 1963.